# Tweede Slag om Memphis

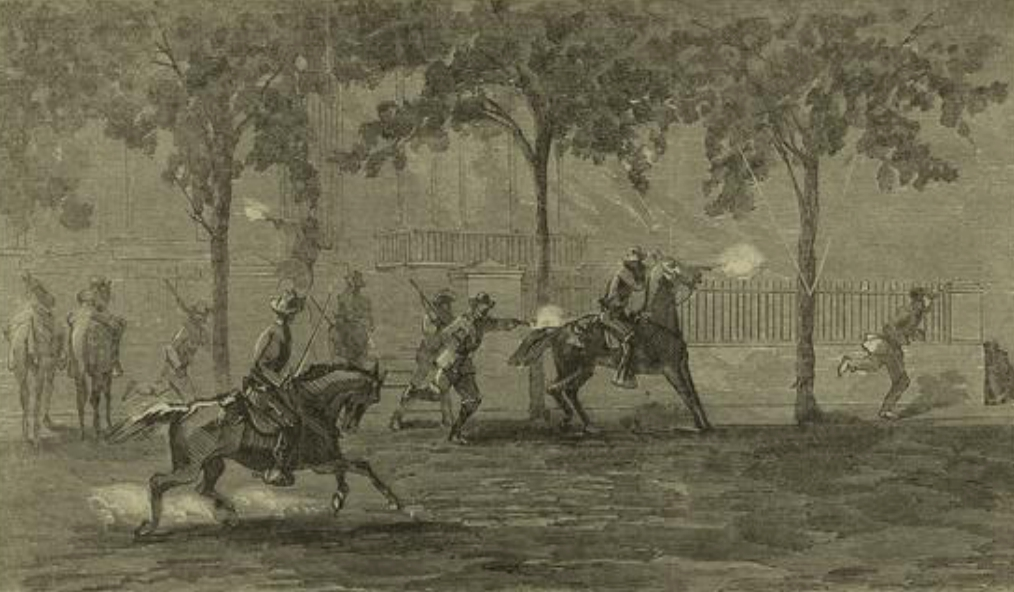
Generaal Washburne ontsnapt

De Tweede Slag bij Memphis vond plaats op 21 augustus 1864 in Shelby County, Tennessee tijdens de Amerikaanse Burgeroorlog.
Op 21 augustus 1864 voerde de Zuidelijke generaal-majoor Nathan Bedford Forrest een aanval uit op Memphis, Tennessee. Zijn doel was niet de inname van de stad die een garnizoen telde van 6.000 Noordelijke soldaten. De raid beoogde een drieledig doel. Het eerste doel was het gevangennemen van drie Noordelijke generaals die daar aanwezig waren. Het tweede doel was om eigen soldaten uit de lokale gevangenis te bevrijden en het derde doel was om zoveel mogelijk Noordelijke troepen uit Mississippi te laten terugroepen om Memphis te beschermen tegen mogelijk nieuwe Zuidelijke aanvallen. Forrest kwam uit noordwestelijke richting met 2.000 cavaleristen. Hij verloor onderweg een kwart van zijn paarden door uitputting. Het verrassingseffect was van cruciaal belang. Ze deden zich voor als een Noordelijke patrouille die terugkeerde met gevangenen. De dichte mist hielp hen ook een handje.
De wachtposten werden uitgeschakeld. De Zuidelijken reden door de stad. Er werden schoten uitgewisseld met Noordelijke soldaten. De Zuidelijken splitsten hun strijdmacht om de verschillende missies uit te voeren. Eén Noordelijke generaal was niet in zijn kamer. Een ander generaal, Cadwallader C. Washburn, kon in zijn nachthemd naar Fort Pickering ontsnappen. Ook de aanval op Irving Block Prison mislukte. De Noordelijken slaagden erin om de Zuidelijke hoofdmacht tegen te houden bij State Female College. Na een vuurgevecht van twee uur besliste Forrest om zich terug te trekken. Hij liet de telegraaflijnen doorknippen. Hij had wel een groot aantal paarden buitgemaakt en voorraden kunnen bemachtigen. Hoewel de missies in Memphis zelf mislukt waren, riepen de Noordelijken een groot deel van hun troepen terug uit Mississippi om de stad en de omgeving te beschermen.